# الدوري الإنجليزي الجنوبي لكرة القدم 1916–17
الدوري الإنجليزي الجنوبي لكرة القدم 1916–17 هو موسم من الدوري الجنوبي الممتاز. فاز فيه نيو بيدفورد ويلرز.